# 100 mètres en Coupe d'Europe des nations d'athlétisme
Le 100 m est disputé en Coupe d'Europe d'athlétisme depuis 1965.
Les vainqueurs individuels en sont :
- 1965 : Marian Dudziak (POL) 10 s 3
- 1967 : Vladislav Sapeya (URS) 10 s 3
- 1970 : Zenon Nowosz (POL) 10 s 4
- 1973 : Siegfried Schenke (GDR) 10 s 26
- 1975 : Valeriy Borzov (URS/UKR) 10 s 40 (dans un 1er temps, ex æquo avec Pietro Mennea)
- 1977 : Eugen Ray (GDR) 10 s 12
- 1979 : Pietro Mennea (ITA) 10 s 15
- 1981 : Allan Wells (GBR) 10 s 17
- 1983 : Frank Emmelmann (GDR) 10 s 58
- 1985 : Marian Woronin (POL) 10 s 14
- de 1987 à 1997, pendant 8 Coupes successives : Linford Christie (GBR) avec 10 s 23, 10 s 33, 10 s 18, 10 s 22, 10 s 21, 10 s 05, 10 s 04, 10 s 04
- 1998 : Stéphane Cali (FRA) 10 s 32
- 1999 : Dwain Chambers (GBR) 10 s 21
- 2000 : Darren Campbell (GBR) 10 s 09
- 2001 : Mark Lewis-Francis (GBR) 10 s 13
- 2002 : Aimé-Issa Nthépé (FRA) 10 s 27
- 2003 : Mark Lewis-Francis (GBR) 10 s 22
- 2004 : Łukasz Chyła (POL) 10 s 42
- 2005 : Ronald Pognon (FRA) 10 s 06
- 2006 : Ronald Pognon (FRA) 10 s 13
- 2007 : Craig Pickering (GBR) 10 s 15, devant Martial Mbandjock (FRA) 10 s 29, et Christian Blum (GER) 10 s 37.
- 2008 : 21 juin, vent contraire - 1,8 m/s : Tyrone Edgar (GBR) 10 s 20, devant Martial Mbandjock (FRA) 10 s 25 et Tobias Unger 10 s 37